# Wolfgang Petry
Wolfgang "Wolle" Petry geboren als Franz Hubert Wolfgang Remling (Keulen, 22 september 1951) is een voormalige Duitse zanger en songwriter. Een excentrieke eigenschap van Petry was het dragen van de vriendschapsbanden om zijn linkerarm, gekregen van zijn fans.

## Jeugd en opleiding
Wolfgang Petry werd geboren in Keulen-Raderthal en groeide daar ook op. Als 16-jarige moest hij na de dood van zijn vader de verantwoording overnemen voor zijn vijf jaar jongere broer. Tijdens zijn schooltijd richtte hij de band Screamers op, waarna hij een opleiding voltooide tot technicus. Tijdens de opleiding tourde hij met zijn band door Keulen en omgeving. Later traden ze samen met de Top Singers op.

## Carrière
Petry werd in 1975 tijdens een optreden in de disco Whisky Bill in Forsbach ontdekt door het producerteam Tony Hendrik en Karin Hartmann. Ze schreven en produceerden voor Petry zijn debuutalbum Ein Freund – ein Mann, dat in december 1976 verscheen en waaruit onder andere de single Jeder Freund ist auch ein Mann / Wer kennt Julie? werd uitgegeven. Zijn debuutsingle Sommer in der Stadt kwam ook voort uit deze lp en was de eerste hit voor Petry met een 16e plaats. Met dit nummer trad hij in juli 1976 op in de ZDF-Hitparade. De toeschouwers kozen Petry achter Jürgen Drews met Ein Bett im Kornfeld op de 2e plaats. Er volgde de lp Zweisaitig met de single Ruby. Petry ging met de eerste songs op tournee. De singles Wenn ich geh' en Jessica (1981, 8e plaats) volgden. Het team Hendrik/Hartmann was ook verantwoordelijk voor de lp's Einfach Leben en Wahnsinn (1983) met de gelijknamige single. In totaal produceerden ze tot 1984 20 singles en zeven lp's voor Petry.
Aan het begin van zijn carrière trad Petry op in tv-programma's met playbackmuzikanten. In 1996 zocht hij een geschikte band om zijn muziek live te kunnen presenteren. Zijn toenmalige manager Armin Rahn, die ook de band Public vertegenwoordigde, maakte het contact tussen Petry en de bandleden van deze groep. De Petry Band werd vervolgens bemand door Axel Kowollik (basgitaar), Rolf Pröpper (gitaar), Richard Schuster (drums), Rainer Jäger (keyboard) en Wolfgang Petry (zang). Als tweede gitarist kwam Bernd Kühl de band versterken, die daarna op verschillende stadiontourneeën ging, waarvan de bekendste die uit 1999 was. Het concert in het toenmalige Georg-Melches-Stadion in Essen werd onder de naam Wolfgang Petry – Einfach Geil! op DVD gepubliceerd. Dankzij de band, die voor het grootste deel uit rockmuzikanten bestond, kreeg Petry's muziek een geheel andere dimensie. Dus werd de schlager met rock gecombineerd, hetgeen een grote invloed op zijn live-concerten heeft gehad.
Nadat het aan het einde van de jaren 80 iets rustiger werd rond Petry, had hij in 1991 zijn comeback met de door Jürgen Dönges geschreven hit Verlieben, verloren, vergessen, verzeih'n. Deze song werd eerder aangeboden aan Jürgen Drews, die deze echter afwees. Vanaf dan was Petry steeds weer te horen op de radio en was hij vertegenwoordigd in de charts. Tijdens de Deutsche Schlager-Festspiele 1994 scoorde hij met het nummer Denn eines Tages vielleicht de 1e plaats. Daarvoor kreeg hij van Dieter Thomas Heck de "Goldene Muse" overhandigd. In 1996 verscheen zijn Best Of-album Alles, waarvan meer dan twee miljoen exemplaren werden verkocht. In 1997 werd de single Weiber uitgebracht, die eveneens een hoge positie scoorde in de charts. In augustus van hetzelfde jaar verscheen het album Nie genug, waarna in 1998 de cd Einfach geil volgde, waarmee hij op tournee ging.
In 1996 en 1998 werd Petry de winnaar van het jaar van de Deutsche Schlagerparade en in 1997, 1998 en 1999 van de ZDF-Hitparade. Hij kreeg in totaal 10 keer de "Goldene Stimmgabel", waaronder van 1996 tot 2003 zonder onderbreking en 1998 de "Platin Stimmgabel". Van 1997 tot 2001 kreeg hij de Duitse muziekprijs "Echo". In 2002 scheidde hij zich van zijn vriendschapsbandjes, die ten gunste van de slachtoffers van de overstroming in de zomer van 2002 geveild werden. In 2004 scoorde hij in het RTL-programma Die ultimative Chartshow – Die erfolgreichsten Dauerbrenner de 1e plaats met Die längste Single der Welt. Tot 2005 verschenen nog zes verdere albums.
In september 2006 vierde Petry zijn 30-jarig podiumjubileum. Ter gelegenheid daarvan werd hij met een verdere "Platin Stimmgabel" onderscheiden. Op 16 september 2006 maakte hij, in het kader van de toekenning van de "Goldene Stimmgabel", de afsluiting van zijn carrière bekend. De uitzending vond plaats op 8 oktober bij het ZDF. Het was zijn vooralsnog laatste optreden.
In februari 2014 verscheen een album met de titel Einmal noch!, dat nieuwe interpretaties van zijn songs bevat. In de zomer van 2014 vertoonde Petry zich tijdens een muziekvideo voor de single Rettungsboot van zijn zoon de eerste keer na acht jaar weer in de openbaarheid. In februari 2015 verscheen zijn comeback-album Brandneu en in maart 2016 volgde 40 Jahre – 40 Hits. Beide albums werden door René Lipps gecomponeerd, gearrangeerd en geproduceerd.
Echter, Petry blijft actief. in 2018 neemt hij met Heino een nummer op ter gelegenheid van Heino's afscheidsalbum, te weten 'Ich Atme'. Ook Petry zelf neemt een geheel nieuw studioalbum op in 2018, getiteld "Genau Jetzt!".

## Privéleven
Wolfgang Petry is sinds 1972 getrouwd en heeft een zoon, die als Achim Petry zelf zanger en songwriter is.

## Onderscheidingen
Petry won in zijn carrière vijf keer de Echo:
- 1997: voor "Schlager/Volksmusik Künstler/in National/International"
- 1998: voor "Schlager/Volksmusik Künstler/in National/International"
- 1999: voor "Schlager/Volksmusik Künstler National/International"
- 2000: voor "Schlager/Volksmusik Künstler National/International"
- 2001: voor "Schlager/Volksmusik Künstler/in National/International"

- Goldene Stimmgabel
  - 1996, 1997, 1999, 2000, 2001, 2002, 2003 en 2005 – "Succesvolste solist Duitse Pop/Schlager"
  - 1998 en 2006 – "Platinum Life Award"

## Discografie

### Singles
- 1976: Habe ich dich heute Nacht verloren?
- 1976: Sommer in der Stadt
- 1977: Ein ganz normaler Tag
- 1977: Jeder Freund ist auch ein Mann
- 1977: Ruby
- 1978: Gianna (Liebe im Auto)
- 1978: Ich trinke nie mehr Tequila
- 1979: Dä Kähl kritt kein Luff mie
- 1979: Denn ist einmal die Luft raus (ist alles zu spät)
- 1979: Und w-w-wer küßt mich?
- 1979: Wenn ich geh
- 1980: Ganz oder gar nicht
- 1980: Mein Zuhaus
- 1981: Ich geh’ mit dir
- 1981: Je-si-ca
- 1981: Tu’s doch!
- 1982: Der Himmel brennt
- 1983: Die 4. Dimension
- 1983: Wahnsinn
- 1984: Gnadenlos
- 1984: Hey Sie, sind Sie noch dran?
- 1984: Was macht der Teufel (wenn wir uns lieben)?
- 1985: Halleluja, mach’s gut
- 1987: Fliegen ist schöner
- 1989: Einmal mit dir
- 1989: Nur ein kleines Stück Papier
- 1991: Auf den Mond schiessen (Hinterherfliegen)
- 1992: Du bist ein Wunder
- 1992: Verlieben, verloren, vergessen, verzeih'n
- 1992: Wieso und weshalb…
- 1993: Sehnsucht nach dir
- 1993: Wer die Augen schließt
- 1994: 7 Tage, 7 Nächte
- 1994: Denn eines Tages vielleicht
- 1994: Frei für dich
- 1994: Ich will noch mehr
- 1995: Jede Menge Liebe
- 1995: Scheißegal
- 1996: Bronze, Silber und Gold
- 1996: Die längste Single der Welt
- 1996: Gnadenlos
- 1997: Augen zu und durch
- 1997: Ruhrgebiet
- 1997: Weiber
- 1998: So ein Schwein…(hat man nur einmal)
- 1998: Weiß der Geier
- 1999: Die längste Single der Welt 2
- 1999: Eine Muh, eine Mäh
- 1999: Geil, Geil, Geil (Wir sind die Grössten)
- 1999: Jingle Bells
- 1999: Live ’99 – Die Single
- 2000: Da geht mir voll einer ab
- 2000: Das steh’n wir durch
- 2000: Nichts von alledem
- 2001: Die längste Single der Welt 3
- 2001: Ich will mehr
- 2002: Co-Co (ho chi kaka ho)
- 2003: Glaubst du ich bin blöd
- 2003: Kein Grund zur Panik
- 2004: Typisch Frau, typisch Mann (Heia)
- 2006: Deutschland
- 2006: Die Jahre mit euch
- 2007: Träum weiter
- 2014: Da sind diese Augen
- 2014: Einmal noch
- 2014: Rettungsboot (met Achim Petry)
- 2015: Brandneu
- 2015: Spielerfrau
- 2016: Der Letzte seiner Art
- 2016: Musik ist mein Leben
- 2016: Pflicht
- 2023: Immer wenn es schneit

### Studio-albums
- 1976: Ein Freund – Ein Mann
- 1979: Zweisaitig
- 1981: Einfach leben
- 1983: Wahnsinn
- 1984: Rauhe Wege
- 1987: Mit offenen Armen
- 1988: Manche mögen’s heiß
- 1991: Wo ist das Problem?
- 1992: Verlieben, verloren, vergessen, verzeih’n
- 1993: Sehnsucht nach dir
- 1994: Frei für dich
- 1995: Egal
- 1997: Nie genug
- 1998: Einfach geil!
- 2000: Konkret
- 2001: Achterbahn
- 2003: Kein Grund zur Panik
- 2004: Typisch
- 2005: Ich bin ene kölsche Jung
- 2006: Meine Lieblingslieder
- 2015: Brandneu
- 2018: Genau Jetzt
- 2021: Auf das Leben
- 2021: Alles (25 Jahre Jubiläums-Edition)
- 2023: Stark wie dir

### Live-albums
- 1999: Alles live
- 2007: Das letzte Konzert – Live – Einfach geil!

### Compilaties
- 1980: Ganz oder gar nicht
- 1982: Der Himmel brennt
- 1984: Meine wilden Jahre
- 1992: Meine größten Erfolge
- 1993: Verliebte Lieder
- 1996: Alles
- 1996: Einfach das Beste
- 1996: Gnadenlos
- 1997: Das Beste von ’84-’87
- 1997: Du bist ein Wunder
- 1998: Das Beste von ’76-’84
- 1998: Premium Gold Collection
- 1998: Seine besten Songs 87-91
- 1998: Wahnsinn
- 2001: Bronze, Silber und Gold
- 2002: Alles 2
- 2003: Schlager & Stars
- 2004: Hallelujah mach’s gut
- 2004: Jede Menge
- 2004: Nur für dich
- 2005: …Doppelt stark!!!
- 2005: Die längste Single der Welt
- 2006: 30 Jahre
- 2007: Hautnah – Die Geschichten meiner Stars
- 2007: Hit Collection
- 2007: Seine schönsten Balladen
- 2008: Einfach geil! / Nur für dich
- 2008: Freude (Einfach das Beste)
- 2008: Noch mehr
- 2009: Dieter Thomas Heck präsentiert: 40 Jahre ZDF Hitparade
- 2009: Greatest Hits
- 2009: Schlager Platin Edition
- 2010: Collectors Edition: Ein Freund, Ein Mann & Zweisaitig
- 2010: Collectors Edition: Einfach Leben & Wahnsinn
- 2010: Ich will noch mehr
- 2011: 60
- 2011: Gold
- 2011: Große Erfolge
- 2011: Nur das Beste – Die grossen Erfolge
- 2011: Unschlagbar – Die größten Hits
- 2012: Balladen
- 2012: Best of
- 2013: Alles / Alles 2
- 2013: Bild Schlager Stars
- 2013: Milestones
- 2013: Music & Video Stars
- 2013: Original Album Classics
- 2016: 40 Jahre – 40 Hits

### Ep's
- 1984: Wolfgang Petry
- 2009: 80 Hits in 80 Minuten

### Remixalbums
- 2008: Alles Maxi – Seine größten Erfolge
- 2008: In the Mix
- 2011: Der Hit-Mix
- 2014:	Einmal noch!

### Kerstalbums
- 1998:	Freude!
- 2000:	Freude!
- 2004:	Freudige Weihnachten
- 2011: Alles Weihnacht!
- 2014: Wolle’s fröhliche Weihnachten

### Tribute-albums
- 2016:	Die Jahre mit dir

### Videoalbums
- 1996: Alles
- 1999: Alles live
- 2002: Alles 2
- 2004: Alles Karaoke
- 2007: Das letzte Konzert – LIVE – einfach geil!
- 2007: Die ZDF Kultnacht
- 2010: Alles Wahnsinn
- 2011: Unschlagbar – Die größten Hits
- 2012: Die grosse Wolfgang Petry Hit Collection

### Muziekvideos
- 2014:	Einmal noch
- 2014: Da sind diese Augen
- 2014: Rettungsboot
- 2015: Brandneu
- 2015: Spielerfrau

## Composities/producties
- 1992:	Wieso und weshalb…, Wolfgang Petry (compositie, productie)
- 1992:	Du bist ein Wunder, Wolfgang Petry (compositie)
- 1993:	Sehnsucht nach dir, Wolfgang Petry (productie)
- 1994:	Ich will noch mehr, Wolfgang Petry (compositie)
- 1994:	Denn eines Tages vielleicht, Wolfgang Petry (compositie)
- 1996:	Bronze, Silber und Gold, Wolfgang Petry (productie)
- 1996:	Die längste Single der Welt, Wolfgang Petry (compositie, productie)
- 1997:	Weiber, Wolfgang Petry (compositie, productie)
- 1997:	Augen zu und durch, Wolfgang Petry (productie)
- 1997:	I’ll Be the One, Trademark (compositie)
- 1998:	So ein Schwein…(hat man nur einmal), Wolfgang Petry (productie)
- 1999:	Die längste Single der Welt 2, Wolfgang Petry (compositie, productie)
- 1999:	Live ’99 – Die Single, Wolfgang Petry (compositie)
- 2001:	Ich will mehr, Wolfgang Petry (compositie, productie)
- 2001:	Die längste Single der Welt 3, Wolfgang Petry (compositie)
- 2002:	Co-Co (ho chi kaka ho), Wolfgang Petry (productie)
- 2003:	Kein Grund zur Panik, Wolfgang Petry (productie)
- 2007:	Keiner liebt dich…, Achim Petry (compositie, productie)

- Gemeinsame Normdatei: 120719495
- International Standard Name Identifier: 0000 0000 1291 1427
- MusicBrainz: 567c98c2-d2f6-4b7d-a6d7-af7c032ab2df
- Virtual International Authority File: 77153540
- WorldCat: E39PBJpjhhpHXGvCTprgvBdYT3